# Plinia punctipennis
Plinia punctipennis är en insektsart som beskrevs av Schmidt 1919. Plinia punctipennis ingår i släktet Plinia och familjen spottstritar. Inga underarter finns listade i Catalogue of Life.